# Jarosław Popiel
Jarosław Popiel – polski lekarz weterynarii, doktor habilitowany nauk rolniczych, profesor na Uniwersytecie Przyroniczym we Wrocławiu, specjalista od chorób dużych zwierząt.

## Kariera naukowa
W 1990 roku na Akademii Rolniczej we Wrocławiu uzyskał tytuł lekarza weterynarii. W tym samym roku został zatrudniony na tejże uczelni, a w 1998 roku uzyskał na niej stopień doktora nauk medycznych na podstawie rozprawy pt. Wpływ paszy o niskiej temperaturze na przebieg fermentacji żwaczowej i parametry równowagi kwasowo-zasadowej krwi owiec, której promotorem był Józef Nicpoń. W 2011 roku ten sam wydział nadał mu stopień doktora habilitowanego nauk weterynaryjnych na podstawie pracy pt. Ocena funkcjonowania tarczycy przez pomiar stężenia tyroksyny, specyficznej tyreotropiny oraz przeciwciał antytyreoglobulinowych w surowicy psów w stanie eutyreozy i hipotyreozy.